# Futbol'nyj Klub Vorskla 2013-2014
Questa voce raccoglie le informazioni riguardanti il Futbol'nyj Klub Vorskla nelle competizioni ufficiali della stagione 2013-2014.

## Rosa
| N. |                    | Ruolo | Calciatore               |
| -- | ------------------ | ----- | ------------------------ |
| 1  | Ucraina (bandiera) | P     | Stanislav Bohuš          |
| 2  | Ucraina (bandiera) | D     | Oleksandr Matvjejev      |
| 4  | Albania (bandiera) | D     | Armend Dallku (capitano) |
| 6  | Ucraina (bandiera) | C     | Oleksandr Skljar         |
| 7  | Ucraina (bandiera) | C     | Artem Hromov             |
| 9  | Albania (bandiera) | A     | Ahmed Januzi             |
| 10 | Serbia (bandiera)  | C     | Jovan Markoski           |
| 11 | Ucraina (bandiera) | C     | Ivan Kryvošejenko        |
| 12 | Ucraina (bandiera) | P     | Dmıtrıı Nepogodov        |
| 15 | Ucraina (bandiera) | C     | Denys Dedečko            |
| 17 | Ucraina (bandiera) | C     | Volodymyr Chesnakov      |

| N. |                               | Ruolo | Calciatore         |
| -- | ----------------------------- | ----- | ------------------ |
| 21 | Ucraina (bandiera)            | P     | Oleksandr Tkačenko |
| 22 | Macedonia del Nord (bandiera) | A     | Adis Jahović       |
| 23 | Ucraina (bandiera)            | D     | Vadym Sapaj        |
| 24 | Ucraina (bandiera)            | A     | Oleh Barannik      |
| 34 | Ucraina (bandiera)            | D     | Jevhen Tkačuk      |
| 40 | Ucraina (bandiera)            | D     | Ihor Perduta       |
| 51 | Ucraina (bandiera)            | D     | Oleksij Kazakov    |
| 78 | Ucraina (bandiera)            | D     | Oleksij Kurilov    |
| 82 | Uzbekistan (bandiera)         | C     | Sanžar Tursunov    |
| 99 | Ucraina (bandiera)            | A     | Oleh Miščenko      |